# Alfred Tauber
Alfred Tauber (ur. 5 listopada 1866 w Bratysławie, zm. 1942 w Terezínie) – słowacki matematyk.

## Życiorys
W roku 1884 rozpoczął studia na Uniwersytecie Wiedeńskim. Interesował się głównie matematyką, chociaż studiował także szeroki zakres tematów, obejmujący fizykę, filozofię i ekonomię polityczną. Pisał doktorat pod kierunkiem Gustava von Eschericha, ale był także pod silnym wpływem Emila Weyra. Swoją rozprawę doktorską pod tytułem Über einige Sätze der Gruppentheorie przedstawił i obronił na Uniwersytecie Wiedeńskim w roku 1888. Intencją Taubera było opublikowanie swojej pracy doktorskiej, lecz w rzeczywistości nigdy to nie nastąpiło. Kontynuował studia w Wiedniu aż do uzyskania habilitacji. W 1891 r. przedstawił swoją dysertację pod tytułem Über den Zusammenhang des rellen und imaginären Teiles einer Potenzreihe. Została ona opublikowana jako 40-to stronicowy artykuł w Monatsh. Math. Phys. w tym samym roku. Następnie został wykładowcą w Wiedniu. Wykładał teorię szeregów, szeregów trygonometrycznych i teorię potencjału. Opublikował prace takie, jak Über die Neumann'sche Methode des arithmetischen Mittels (1894),Über das Poisson'sche und das demselben conjugierte Integral (1895), Über die Newton'sche Näherungsmethode (1895), and Druckfehlerberichtigung: über das Poisson'sche und das demselben conjugierte Integral (1895). W roku 1895 rozpoczął wykładanie matematyki w ubezpieczeniach. Ten temat nie bardzo go interesował, jednak musiał to robić ze względów finansowych, jako pracownik naukowy zatrudniany przez uczelnię. W 1899 dostał możliwość dorobienia do pensji dzięki wykładom matematyki ubezpieczeniowej na Uniwersytecie Technicznym w Wiedniu. W 1901 uzyskał tytuł Honorardozent na tej uczelni. Jednakże główny dochód Taubera pochodził z zajmowanego przez niego stanowiska głównego matematyka w wiedeńskim towarzystwie ubezpieczeniowym Phönix.
W 1897 udowodnił twierdzenie odwrotne do twierdzenia Abela. G.H. Hardy i J.E. Littlewood wprowadzili na jego cześć określenie tauberowski dla grupy podobnych twierdzeń odwrotnych. W przeciwieństwie do twierdzeń typu abelowskiego twierdzenia tauberowskie są efektywne. Zajmował się również równaniami różniczkowymi oraz badał zagadnienia związane z funkcją gamma.
Zmarł 26 lipca 1942 r. w obozie koncentracyjnym w Theresienstadt.